# Ludwig Forrer

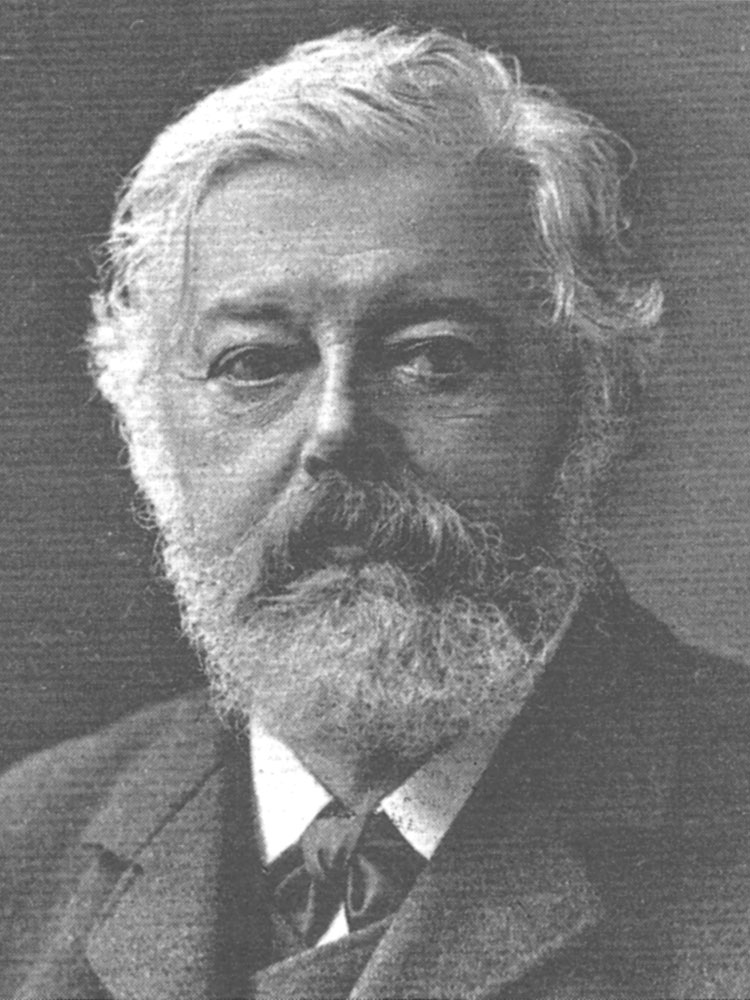
Ludwig Forrer

Ludwig Forrer (ur. 9 lutego 1845 zm. 28 września 1921) – szwajcarski polityk, członek Rady Związkowej od 11 grudnia 1902 do 7 grudnia 1917. Kierował następującymi departamentami:
- Departament Handlu, Przemysłu i Rolnictwa (1903)
- Departament Spraw Wewnętrznych (1904 – 1905)
- Departament Polityczny (1906 i 1912)
- Departament Obrony (1907)
- Departament Sprawiedliwości i Policji (1908)
- Departament Poczt i Kolei (1908 – 1911 i 1913 – 1917)[1]

Był członkiem Radykalno-Demokratycznej Partii Szwajcarii.
Przewodniczył Radzie Narodowej (1893). Pełnił też funkcje wiceprezydenta (1905, 1911) i prezydenta (1906, 1912) Konfederacji.